# Styrax wurdackiorum
Styrax wurdackiorum là một loài thực vật có hoa trong họ Bồ đề. Loài này được Steyerm. miêu tả khoa học đầu tiên năm 1975.